# Jacob Le Maire
Jacob Le Maire, född omkring år 1585 i Antwerpen (då en stad i Nederländerna, idag belgisk), död 22 december 1616 till havs på väg till Amsterdam. Le Maire var en nederländsk sjöfarare och upptäcktsresande som bland annat upptäckte Kap Horn och Tongaöarna.

## Le Maires tidiga liv
Le Maire var son till den framgångsrika köpmannen Isaac Le Maire. Denna grundade senare Australische Compagnie, en konkurrent till Vereenigde Oostindische Compagnie, på svenska Holländska Ostindiska Kompaniet.

## Expeditionen till Stilla Havet

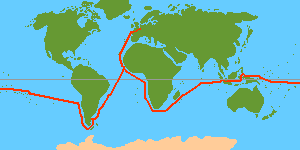
Karta över Le Maires och Schoutens resa.

Le Maire deltog åren 1615 till 1617 tillsammans med Willem Corneliszoon Schouten i en världsomsegling, som hade till ändamål att kringgå Holländska Ostindiska Kompaniets monopol på handel med Nederländska Indien genom att hitta en ny väg till Stilla havet annan än via Godahoppsudden eller via  Magellans sund då Holländska Ostindiska Kompaniet hade handelsmonopol på dessa rutter. Expeditionen hade tillkommit på initiativ av Le Maires far och Australische Compagnie, en konkurrent till Holländska Ostindiska Kompaniet.
Expeditionen lämnade ön Texel den 14 juni 1615 med två fartyg, Eendracht under befäl av Le Maire och Hoorn under befäl av Schouten. De nådde Patagonien i december där de stannade för att reparera fartygen, under reparationerna fattade Hoorn eld och brann upp.
De rundade Kap Horn år 1616, och namngav platsen efter Schoutens hemstad. De följde sedan de nordliga kusterna av Niu Ailan (New Ireland) och Nya Guinea och upptäckte närliggande ögrupper, bland dem Le Maire-öarna, Schoutenöarna, Amiralitetsöarna, Wallis- och Futunaöarna som de döpte till Hoornöarna, och Tongaöarna som de fann i maj 1616. De nådde Java i oktober 1616 och handlade kryddor men blev i november arresterade i Batavia (nuvarande Jakarta) för brott mot handelsmonopolet då ingen trodde på den nyfunna rutten till Stilla havet. Le Maire och Schouten skickades som fångar hem till Europa där Le Maire avled under resan.

## Eftermäle
Le Maire skildrade världsomseglingen i sin dagbok som publicerades postumt, först i Amsterdam 1622 och senare även 1770 av Alexander Dalrymple i London.
Le Maires far gick till domstol och fick efter tre år upprättelse och kompensation för förlusten.
Asteroiden 11772 Jacoblemaire är uppkallad efter honom.